# Raatosaari (ö i Kajanaland, Kajana, lat 64,25, long 28,77)
Raatosaari är en ö i Finland. Den ligger i sjön Kusianjärvi och i kommunen Sotkamo i den ekonomiska regionen  Kajana ekonomiska region  och landskapet Kajanaland, i den centrala delen av landet, 500 km norr om huvudstaden Helsingfors. Öns area är 0,1 hektar och dess största längd är 50 meter i öst-västlig riktning.